# Pilar (Capiz)
Pilar é um município de  terceira classe de renda municipal (d) na província Capiz, nas Filipinas. De acordo com o censo de 1 de maio  de  2020 possui uma população de 47 100 pessoas e 12 254 domicílios.